# Григорьев, Иван Васильевич (чекист)
Ива́н Васи́льевич Григо́рьев — старший лейтенант государственной безопасности, депутат Верховного Совета РСФСР. Входил в состав особой тройки НКВД СССР.

## Биография
Родился в 1904 году. Национальность — русский.
В органах ВЧК−ОГПУ−НКВД с 1920 года. Член ВКП(б) c 1931 года.
На 22.03.1936 — работал в органах государственной безопасности Азово-Черноморского края.
На 02.06.1938 — помощник начальника УНКВД Ростовской области. Далее до 05.11.1938 — начальник 4 отдела УНКВД Ростовской области. Этот период отмечен вхождением в состав особой тройки, созданной по приказу НКВД СССР от 30.07.1937 № 00447 и активным участием в сталинских репрессиях.
Депутат Верховного Совета РСФСР 1 созыва.

## Завершающий этап
Арестован 05.11.1938. Орган, вынесший решение — ВКВС СССР.
Приговорён к высшей мере наказания 20.02.1939. Расстрелян 20.02.1939 в Москве. Не реабилитирован.

## Звания
- Старший лейтенант государственной безопасности (22.03.1936).

## Награды
- Орден Красной Звезды (03.07.1937)[4].